# Mikuláš Kasarda
Mikuláš Kasarda (26. července 1925 Sačurov – 19. července 2013 Trebišov) byl slovenský básník, rozhlasový redaktor a pedagog. Byl strýcem rozhlasového dramatika a spisovatele Štefana Kasardy.

## Životopis
Vzdělání získával v Michalovcích, v letech 1946 až 1950 v Bratislavě, kde studoval na filosofické fakultě Slovenské univerzity obor slovenština a filosofie a v Prešově, kde v letech 1960 až 1964 studoval na filozofické fakultě Univerzity Pavla Jozefa Šafárika němčinu. V letech 1946 až 1947 pracoval jako učitel v Trebišově, v letech 1950 až 1952 si odsloužil základní vojenskou službu v Plzni, v letech 1952 až 1954 pracoval jako redaktor v Československém rozhlase v Košicích, v letech 1954 až 1969 byl profesorem na gymnáziu v Sečovcích, v letech 1969 až 1988 na gymnáziu v Michalovcích a od roku 1988 byl v důchodu a žil v Sečovcích. Zemřel v červenci 2013 v Trebišově ve věku osmaosmdesáti let.

## Tvorba
Ve svých dílech se často vracel k rodnému zemplínského kraji, práci rolníků, ke své pedagogické praxi, ale také se věnoval společenským problémům. Kromě tvorby pro dospělé se věnoval i psaní poezie pro děti, v níž se věnoval školnímu životu dětí. Kromě vlastní tvorby také překládal z německé literatury (Johann Wolfgang von Goethe, Friedrich Schiller), maďarské (Endre Ady) a české poezie (Jan Neruda).

## Dílo

### Tvorba pro dospělé
- 1953 – Širokými ulicami
- 1958 – Kohútí spev
- 1963 – Pre teba
- 1968 – Zemplínske leto 1968
- 1974 – Predletie
- 1982 – Krajinské dažde
- 1985 – Cesta búrkou
- 1990 – Zápočet
- 1995 – Podvečerné poľné cesty
- 1999 – Duchovné piesne, spolupráca na diele

### Tvorba pro děti
- 1962 – Lopta na oblohe

### Ocenění
- 2011 – Cena Fra Angelica
- 2011 – Cena Pro Nobis udělena primátorem města Sečovce za celoživotní dílo